# Bretka
Bretka é um município da Eslováquia, situado no distrito de Rožňava, na região de Košice. Tem 9,54 km² de área e sua população em 2018 foi estimada em 395 habitantes.

## Demografia
| Ano:        | 1994 | 2004   | 2014    | 2024   |
| ----------- | ---- | ------ | ------- | ------ |
| Broj ljudi: | 362  | 350    | 400     | 397    |
| Razlika:    |      | -3,31% | +14,28% | -0,75% |

| Ano:               | 2023 | 2024   |
| ------------------ | ---- | ------ |
| Número de pessoas: | 400  | 397    |
| Diferença:         |      | -0,75% |